# حاسوب جيبي

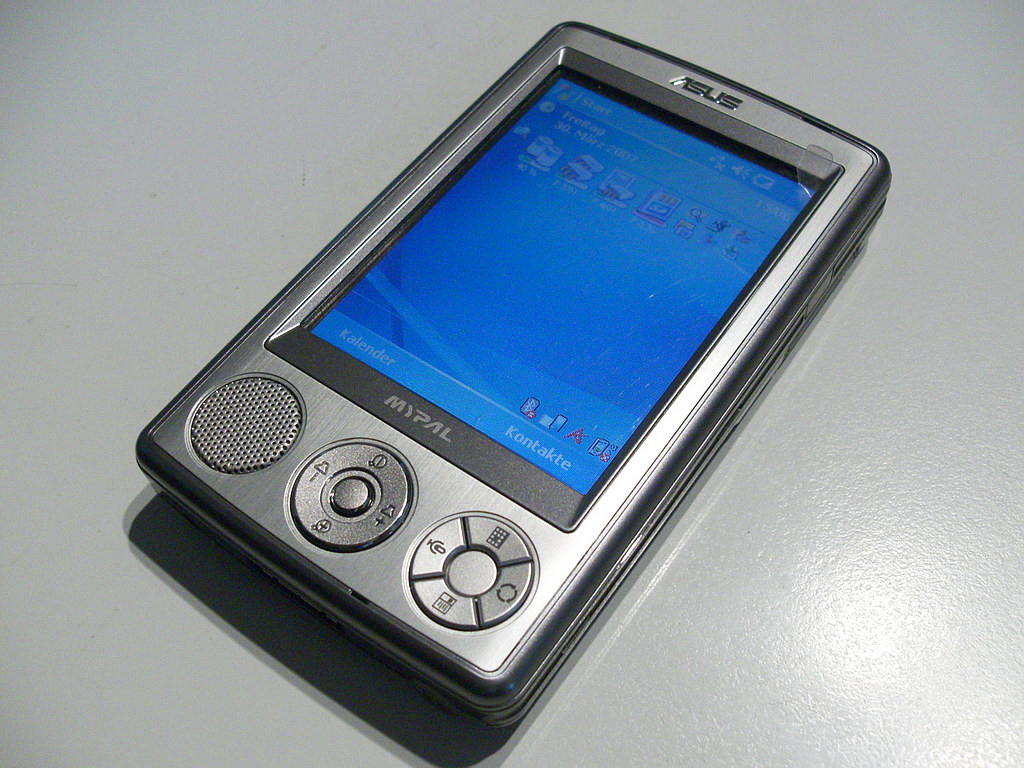

الحاسوب الجيبي (بالإنجليزية: Pocket PC)‏ هو حاسوب بحجم الكف، يختصر PPC، ويطلق عليه أيضاً المساعد الرقمي الشخصي (بالإنجليزية: Personal digital assistant)‏ ويختصر PDA، ويعمل في ظل نظام التشغيل ويندوز سي إي (بالإنجليزية: Windows CE)‏، وقد يعمل في ظل أنظمة أخرى مثل نظام التشغيل لينوكس (بالإنجليزية: Linux)‏ أو ماكنتوش (بالإنجليزية: Macintosh)‏، ويتمتع الحاسوب الكفي بقدرات الحاسوب المكتبي الحديث.
حاليا هناك آلاف البرامج والملحقات التابعة لشركة مايكروسوفت تندرج تحت تصنيف حاسوب كفي، وكثير منها مجانية، وبعض هذه الملحقات تشمل أيضا برنامج الهاتف حيث تشمل الحواسيب الكفية الهواتف المحمولة مدمجة معها، ويستخدم الحاسوب الكفي المتوافق مع مايكروسوفت أيضا مع العديد من الإضافات الأخرى مثل أجهزة استقبال النظام العالمي لتحديد المواقع GPS (الاستدلال في الطرق)، والكاميرا فضلا عن معالجات النصوص وبرامج الأوفيس والدخول إلى الشبكة.
كما تستخدم في إجراء بعض المهام الحاسوبية البسيطة كحفظ البيانات الضرورية والمواعيد، وقد توسع استخدامها مؤخراً حتى أصبحت تضاهي باستخداماتها الحواسيب الأخرى.
وقد تم حديثا تطوير معظم أنواع الحواسيب الكفية وتتضمن أحدث ما وصل إليه العالم من تقانة الهواتف المحمولة والتي تعرف حاليا بالجيل الثالث والتي تتضمن الدخول إلى الشابكة (الإنترنت) بسرعات عالية (بالإنجليزية: WIFI)‏ وأيضا خدمة الاتصال المرئى والتي تتيح رؤية المتصلين لبعضهم بعضا، بالإضافة إلى مشاهدة البث التلفازي عبر شاشة الحاسوب الكفي بكفاءة عالية.
استخدام لوحة المفاتيح الافتراضية حيث تظهر لوحة المفاتيح على الشاشة التي تعمل باللمس، ويتم ذلك من خلال استغلال إدخال الحروف التي تظهر على الشاشة، وتُستخدم لوحة المفاتيح أو لوحة المفاتيح الخارجية بأوتار موسيقية متصلة بواسطة الناقل التسلسلي العام والأشعة تحت الحمراء أو بلوتوث. spg، ويمكن استخدامه للاتصال بلوحة المفاتيح وسماعة الرأس، ويمكنه مزامنة البيانات مع الكمبيوتر الشخصي spg